# 5900 Jensen
5900 Jensen este un asteroid din centura principală de asteroizi.

## Descriere
5900 Jensen este un asteroid din centura principală de asteroizi. A fost descoperit pe 3 octombrie 1986 la Brorfelde de Poul Jensen. El prezintă o orbită caracterizată de o semiaxă mare de 3,15 ua, o excentricitate de 0,22 și o înclinație de 9,1° în raport cu ecliptica.